# Simpatija i antipatija (1957.)
Simpatija i antipatija je hrvatska televizijska drama iz 1957. godine, u režiji i po scenariju Ivana Hetricha. Riječ je o televizijskoj adaptaciji istoimenog djela srpskog komediografa Jovana Sterije Popovića.
Premijerno je prikazana 13. listopada 1957. na Televiziji Zagreb.

## Glumačka postava
- Branka Strmac
- Ivica Kunej
- Nela Eržišnik
- Đuka Tadić
- Vlado Štefančić
- Ljubica Jović
- Mirko Vojković

## Kritika
U osvrtu objavljenom 20. listopada 1957. u tjedniku Jugoslavenski radio, anonimni autor ocijenio je dramu kao komediju koja je, unatoč prilično naivnom sadržaju, zahvaljujući inventivnoj režiji i uvjerljivim glumačkim izvedbama, postigla kod gledatelja lijep uspjeh.

## Vanjske poveznice
- Simpatija i antipatija u internetskoj bazi filmova IMDb-a